# Schlacht bei Saint-Aubin-du-Cormier

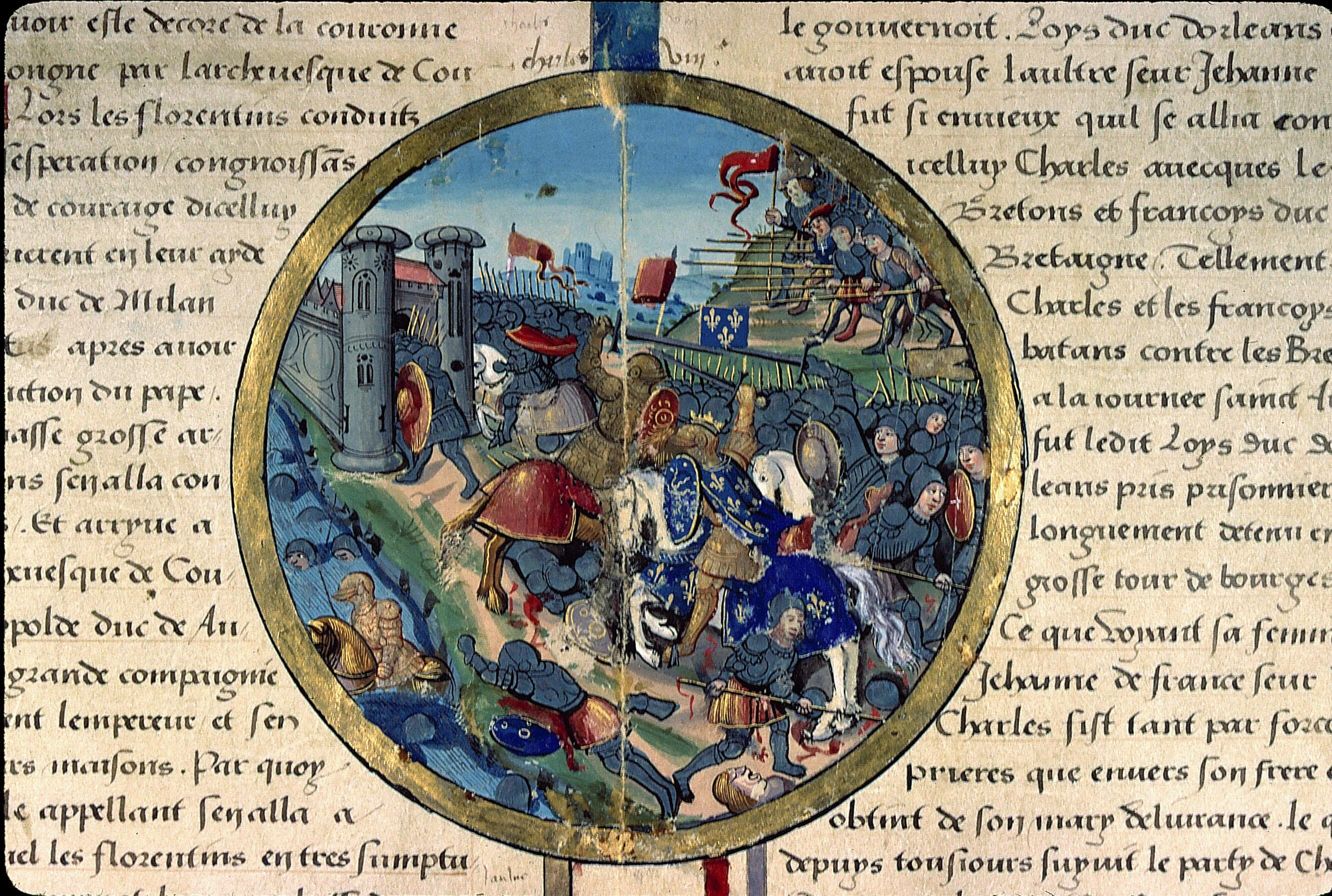
Medaillon zur Schlacht bei Saint-Aubin-du-Cormier, um 1520, aus einer Histoire universelle, Bibliothek Sainte-Geneviève, Ms. 523

Die Schlacht bei Saint-Aubin-du-Cormier fand am 28. Juli 1488 zwischen den Truppen des französischen Königs Karl VIII. und denen des bretonischen Herzogs Franz II. und dessen Verbündeten statt. Die Niederlage der Bretonen bedeutete das Ende der Guerre folle, einem Feudalkonflikt, in dem französische Aristokraten während der Regentschaft Anne de Beaujeus gegen die Königsmacht revoltierten. Sie hat zudem das Ende der Unabhängigkeit der Bretagne von Frankreich effektiv beschleunigt.

## Ursachen
Die Bretagne, Burgund und England hatten sich wiederholt verbündet, um der Expansion des französischen Staates zu widerstehen. Nach dem Tod Karls des Kühnen von Burgund im Jahr 1477 war die burgundische Bedrohung der französischen Macht so gut wie beseitigt. Die Bretagne wurde zur Hauptbasis für die Feudalherren in der Ligue du Bien public, einem Bündnis, das von Karl dem Kühnen gegründet worden war, um der Zentralisierung der Macht des Königs zu widerstehen.
Bis 1488 war das Regime von Herzog Franz II. durch den Konflikt zwischen seinem Premierminister Pierre Landais und einer Gruppe von Aristokraten unter der Führung des Fürsten von Orange Jean IV. de Chalon-Arlay stark geschwächt worden. Landais war bestrebt, die Beziehungen zu England zu stärken. Seine Gegner sicherten sich die französische Unterstützung für einen bewaffneten Einfall zum Sturz und zur Hinrichtung von Landais im Jahr 1485, wonach Jean IV. de Rieux de facto Premierminister wurde.
Franz II. war daran interessiert, die Unabhängigkeit der Bretagne zu sichern und ein Netzwerk von Allianzen aufzubauen, um dieses Ziel zu erreichen, und bot mehreren möglichen Verbündeten die Aussicht auf die Hand seiner Tochter und Erbin Anne de Bretagne. Einige Anführer Ligue, insbesondere Louis d’Orleans, hatten in der Bretagne Zuflucht gefunden. Die Franzosen sahen darin eine Verletzung der königlichen Rechte und forderten die Rückkehr der Herren, indem sie behaupteten, sie hätten das Recht, sie mit Gewalt zu holen, wenn Franz II. die Auslieferung ablehne.

## Hintergründe
Unter der Führung von Louis II. de La Trémoille war die französische königliche Armee gegen Vannes und Fougères geschlagen und dadurch den Zugang zur Bretagne unter ihre Kontrolle bekommen und versuchten nun, ebenso die Kontrolle über die wichtigsten strategischen Festungen zu erlangen.
Die Bretonen hatten verschiedene Rebellenführer und Gegner der Ausweitung der französischen Macht um Unterstützung gebeten. Alain d’Albret, ein Adliger, der glaubte, er werde Anne heiraten, hatte die bretonische Armee mit 5.000 vom König von Spanien gelieferten Truppen verstärkt. Maximilian I. von Österreich sandte ebenfalls 1.500 Mann. Heinrich VII. von England wurde ebenfalls um Unterstützung gebeten, weigerte sich jedoch, Truppen zu entsenden, und versuchte stattdessen, mit den Franzosen einen Vertrag auszuhandeln, um die Invasion zu stoppen. Der englische Ritter Edward Woodville, Lord Scales, widersetzte sich jedoch Heinrich und brachte eine kleine Streitmacht von 700 Bogenschützen mit, die er auf der Isle of Wight versammelt hatte. Die Bretonen beschlossen, den Eindruck zu erwecken, Heinrich habe seine Meinung geändert und eine große Gruppe von Langbogenschützen entsandt, indem sie 1.300 ihrer eigenen Männer mit dem S.-Georgs-Kreuz einkleideten und sie zu Lord Scales’ Truppen hinzufügten, um eine Vorhut von 2.000 Mann zu schaffen.
Trotz dieser Konzentration von Kräften war die bretonische Allianz immer noch deutlich unterlegen. Sie wurde weiter geschwächt, als Maximilian I. von einem Aufstand in Flandern abgelenkt wurde, der von Marschall d’Esquerdes unterstützt wurde. Die bretonischen Streitmacht bestand somit aus lokalen Truppen, Gascognern, Deutschen, englischen Langbogenschützen und nicht-bretonischen Aristokraten, die die königliche Macht herausforderten. Insgesamt verfügte die bretonische Seite über 11.500 Soldaten.
Die französische Armee hatte sich mit Schweizer und italienischen Söldnern verstärkt, dazu einige pro-französische Adlige; sie verfügte zudem über die stärkste Artillerie. Insgesamt verfügte die französische Seite über 15.000 Soldaten.

## Die Schlacht
Der bretonische Kommandeur de Rieux positionierte seine Streitkräfte auf einem Kamm etwa eine Meile südlich von Mézières-sur-Couesnon. Die französischen Streitkräfte kamen in einzelnen Gruppen auf das Feld, ohne zu ahnen, dass die Bretonen so nahe waren. Die Bretonen hatten zunächst den Vorteil, dass die Franzosen fragmentiert und nicht in Schlachtreihenfolge angeordnet waren. Scales und Rieux befürworteten einen raschen Angriff auf die Franzosen, bevor sie in eine effektive Schlachtordnung gelangen konnten, aber Albret bestand darauf, seine Truppen umzugruppieren. Infolgedessen hatte La Trémoille Zeit, seine Armee in eine defensive Formation zu bringen. Die bretonische Vorhut unter Scales führte den Angriff dann in einer Pfeilspitzenformation an.
Jean Molinet zufolge „zeigten die englischen Bogenschützen großen Mut, denn jede der gegnerischen Parteien kämpfte um den Sieg.“ Scales selbst wurde anscheinend in dieser Phase der Schlacht getötet. Trotzdem mussten sich die Franzosen zurückziehen, was den Bogenschützen die Möglichkeit gab, die französischen Linien anzugreifen, was zu einer Panik führte, die aber von den französischen Kommandanten eingedämmt werden konnte.
In der Zwischenzeit rückte das bretonische Zentrum unter Albret vor, nachdem die mächtige französische Artillerie in ihrer statischen Position erhebliche Verluste erlitten hatte. Durch die Umgruppierung öffnete sich eine Lücke in den bretonischen Linien. Jacques Galliota, ein italienischer Kapitän der französischen Armee, bat La Trémoille sofort um Erlaubnis, die Gelegenheit nutzen zu dürfen. La Trémoille stimmte zu und Galliota führte einen Kavallerieangriff auf die geschwächte Position. Galliota selbst wurde getötet, aber die Italiener öffneten eine Lücke, durch die die Kavallerie brach. Albret und Rieux konnten ihre eigene Kavallerie nicht rechtzeitig einsetzen, um die Lücke zu schließen, und La Trémoille entsandte schnell weitere französische Truppen. Zur gleichen Zeit gab es eine massive Explosion in einem der Magazine hinter den bretonischen Linien, wahrscheinlich verursacht durch einen Querschläger. Panik durchlief die bretonische Armee und führte zur Flucht ihrer Streitkräfte.
Die Franzosen verloren ca. 1.500 Soldaten, die Bretonen ca. 5.000 bis 6.000.

## Folgen
Die Niederlage zwang Franz II., einen Vertrag anzunehmen, der ihn der Macht beraubte, da er ihn aufforderte, ausländische Fürsten und Truppen aus der Bretagne zu vertreiben. Es beschränkte auch seine Fähigkeit, seine Kinder nach seiner Wahl zu verheiraten, und verlangte, dass er das Gebiet von Saint-Malo, Fougères, Dinan und Saint-Aubin an den König abtrat, um zu garantieren, dass der König bei Fehlen eines männlichen Nachfolgers die Nachfolge bestimmen könne. Franz II. starb einige Monate später und hinterließ nur seine Tochter Anne. Der Vertrag wurde verwendet, um sie als seine Nachfolgerin zu zwingen, Karl VIII. und dann Ludwig XII. zu heiraten.
Die Schlacht von Saint-Aubin-du-Cormier zerstörte zudem die Machtbasis der kriegführenden Fürsten. Edward Woodville wurde zusammen mit seiner gesamten Streitmacht getötet. Louis d’Orleans (der zukünftige Ludwig XII.) und der Fürst von Orange wurden gefangen genommen. Alain d’Albret und dem Marschall Rieux gelang die Flucht und sie spielten eine wichtige Rolle bei der Fortsetzung des Konflikts. Trotz des französischen Sieges zog sich die Guerre Folle noch drei Jahre hin, bis Karl VIII. im Dezember 1491 Anne heiratete.